# Гапоненко Мар'яна Михайлівна
Мар'я́на Гапо́ненко (укр. Мар'яна Михайлівна Гапоненко, нім. Marjana Gaponenko, нар. 6 вересня 1981) — німецькомовна письменниця, яка народилася в Одесі.

## Життєпис
Мар'яна Гапоненко народилася 6 вересня 1981 року в Одесі. Навчалася в одеській гімназії № 8 з поглибленим вивченням іноземних мов, що розташована на вулиці Іцхака Рабина. У середній школі батьки знайшли Мар'яні репетитора з німецької, який викладав в Одеському державному університеті. Як зазначала сама Мар'яна Гапоненко, їй здається, що саме він «зачарував її Німеччиною» своїми розповідями про музеї та міста цієї країни. Вже в десятому класі Мар'яна перемогла на міській олімпіаді з німецької мови, а в одинадцятому стала переможцем обласної, це дозволило їй без іспитів вступити на факультет романо-германської філології у 1998 році.
В університеті вона вивчала германістику та почала надсилати свої вірші до німецькомовних видань. Її твори привернули увагу німецького письменника та композитора Еріка Мартіна, який опублікував їх у своєму літературно-мистецькому альманасі «Muschelhaufen». На третьому курсі у 2001 році Мар'яна Гапоненко отримала літературну стипендію, яка дозволила їй рік провести в Німеччині — у мистецькій спільноті «Künstlerdorf» неподалік від Мюнстера. Наступного року вона стала запрошеною авторкою Літературного дому у Нижній Австрії. У тому ж році журнал «Deutsche Sprachwelt» оголосив її Автором року (2002).
Після завершення університету у 2002 році Мар'яна Гапоненко два роки прожила у Кракові, потім на два роки переїхала до Дубліна, після чого у 2006 році знов повернулася до Польщі. Зараз живе у Майнці та Відні..

## Творчість
Починаючи з 1998 року вірші Мар'яни Гапоненко з'являються в австрійських, німецьких та швейцарських виданнях, зокрема «Muschelhaufen», «Erostepost», «die Rampe», «Drehpunkt» та «Lichtungen».

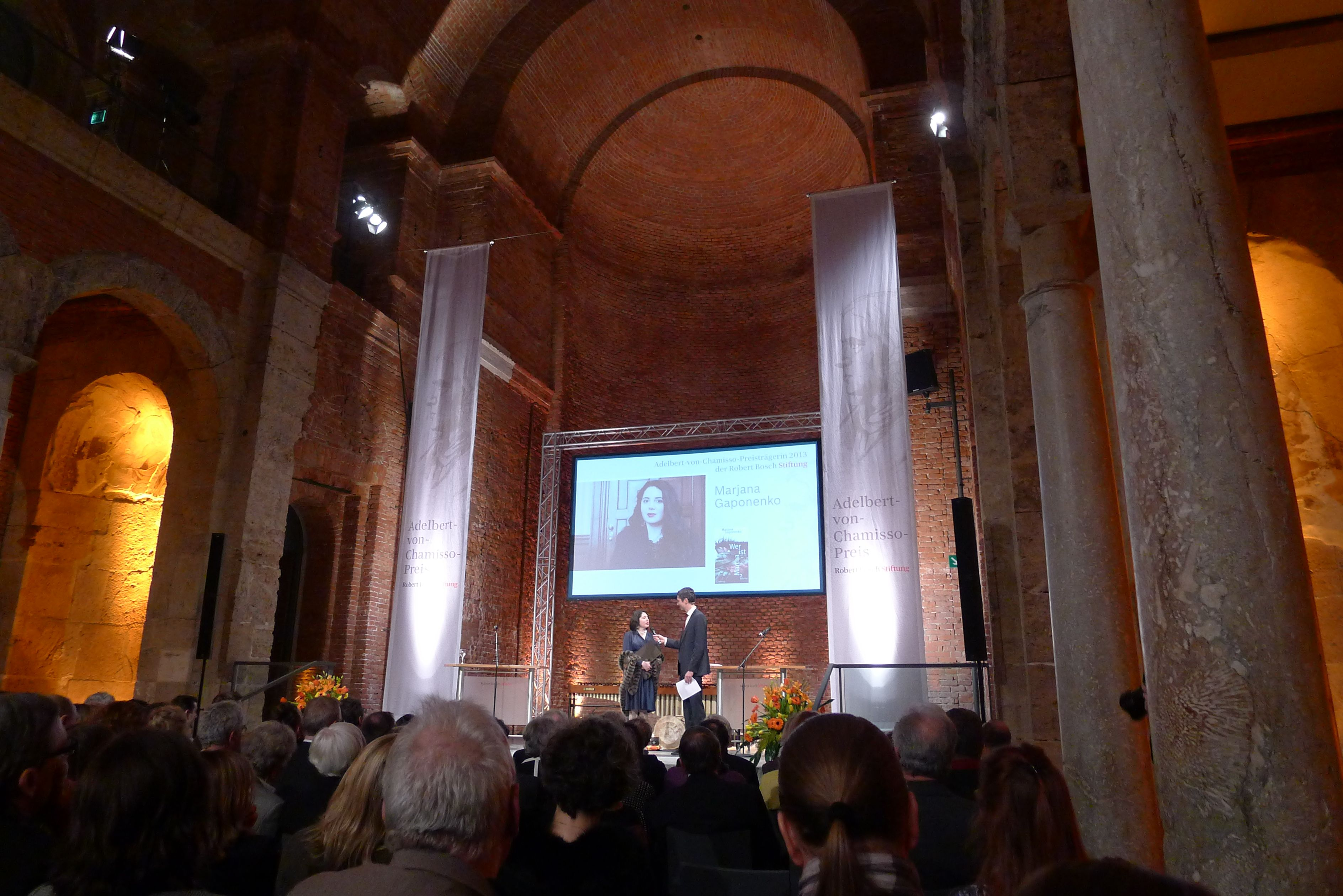
Вручення Премії Адельберта фон Шаміссо у 2013 році

У 2000 році у видавництві «Geest» вийшла з друку її перша збірка віршів «Наче безслізні лицарі» (нім. Wie tränenlose Ritter), згодом світ побачили ще декілька збірок — «Танець перед грозою» (нім. Tanz vor dem Gewitter, 2001) у видавництві «Neue Münchner Edition», а також «Друг» (нім. Freund, 2002), «Подорож в далечинь» (нім. Reise in die Ferne, 2003), в одеському видавництві Маяк.
Перший роман Мар'яни Гапоненко «Аннушка-квітка» (нім. Annuschka Blume) було видано у 2010 році, два роки потому побачив світ роман-казка «Хто така Марта?» (нім. Wer ist Martha?), головний герой якого, професор-орнітолог Лука Степанович Левадський, громадянин «двох утопій», який народився на Галичині за часів Габсбурзької імперії та пережив часи Радянського союзу, у віці 96 років дізнається про те, що він є невиліковно хворим на рак легень, та вирушає з Одеси до Відня, де він у дитинстві ласував своїми улюбленими шоколадними тортами, щоб провести там останні дні свого життя. Лука Левадський народився 1 вересня 1914 року, в той же день, коли в американському зоопарці помер останній мандрівний голуб. Мати Луки казала йому, що кожен, хто спостерігає за птахами, пізнає радість життя. Під час Другої світової війни Лука з матір'ю опинилися у Чечні, а згодом їх було депортовано до центральної Азії, звідки вони повернулися до України. Наприкінці життя Левадський намагається пригадати ім'я дівчинки, яку він зустрів у дитинстві. Права на переклад роману придбало французьке видавництво «Fayard».
У 2013 році за роман «Хто така Марта?» письменницю було нагороджено Премією Адельберта фон Шаміссо.